# Australian Tour EP 2007
Australian Tour EP 2007 è un EP live del cantautore statunitense Steve Young, pubblicato nel 2007.

## Tracce
Testi e musiche di Steve Young.
1. Coyote
2. Always Loving You
3. Traveling Kind
4. Ragtime Blues Guitar
5. Love Song
6. Silverlake